# 第223步兵師 (德國國防軍)
德國國防軍陸軍第223步兵師（德語：223. Infanterie-Division）是納粹德國國防軍陸軍的一個步兵師。該師於1939年8月組建。
該師組建後，首次作戰為參與1940年的入侵法國行動。1941年11月，該師調往東線，此後一直在當地作戰。
該師最後於1943年11月解散。

## 註腳
1. ↑  Mitcham（2007年）